# Харитонов, Роман Фёдорович
Роман Фёдорович Харитонов (9 января 1935, Очаков — 11 мая 2000, Москва) — поэт, прозаик, драматург, публицист. Член Союза журналистов СССР. Автор нескольких документальных книг и стихотворных сборников.

## Биография
Родился 9 января 1935 года в городе Очакове Николаевской области Украинской ССР. В 1940-х годах окончил Воронежский строительный техникум, затем в 1965 году — московский Литературный институт им. А.М. Горького. Пока жил в Воронеже, работал в горячих цехах и на стройках, при этом активно участвовал в литературной жизни Воронежа. Редактировал поэтический сборник в воронежском Центрально-Чернозёмном книжном издательстве. С 1959 года печатался в журналах «Подъём», «Юность», «Смена», «Огонёк», «Сельская жизнь», в газетах «Известия», «Комсомольская правда» и других. С 1965 по 1974 годы работал специальным корреспондентом журнала «Сельская молодёжь». В 1974—1977 годах участвовал в качестве прораба и председателя постройкома в строительстве Байкало-Амурской магистрали; по итогам работы написал по договору с «Мосфильмом» киносценарий «Никто, кроме нас».
Впоследствии, с 1979 по 1982 год занимал должность помощника заместителя министра, начальника отдела руководящих кадров Министерства культуры СССР. С 1982 года вёл активную журналистскую деятельность (журналы «Родина», «Отчизна», «Театральная жизнь»). В 1992—1997 годах занимал должность административного директора ВГТРК.